# Grand Prix (film)
Grand Prix è un film del 1966 diretto da John Frankenheimer. Venne girato con l'uso di cineprese a bordo delle vetture e con tecniche di assoluto rilievo per l'epoca, come lo split screen, il quale consentiva di vedere più inquadrature nello stesso schermo.

## Trama
Pete Aron, pilota statunitense di Formula 1, dopo essere stato licenziato a causa di un incidente a Monte Carlo con Scott Stoddard, suo compagno di squadra, cambia scuderia e firma un contratto con la Yamura, squadra giapponese che ha appena ultimato una nuova vettura con importanti innovazioni tecniche. Il suo principale rivale per il titolo è Jean-Pierre Sarti, pilota con già molte stagioni alle spalle e in crisi fisica e psicologica, nonché innamorato di Louise. Sarti corre per la scuderia di Agostini Manetta e sul circuito di Monza purtroppo incappa in una terribile uscita di pista causata da un detrito rimbalzato sulla sua vettura. Le conseguenze sono tragiche e muore dopo qualche ora in ospedale. Pete Aron riesce così a vincere il titolo mondiale con la nuova Yamura, aiutato anche dal fatto che un altro suo rivale, Scott Stoddard, non riesce per guai fisici a essere competitivo per tutta la durata delle gare. L'incidente di Sarti induce Manetta a esporre la bandiera nera con lo stemma della propria scuderia, che significa il ritiro della squadra. Barlini, giovane pilota emergente che era in testa, deve rientrare ai box consegnando vittoria e titolo mondiale ad Aron.

## Produzione
Il film ebbe la collaborazione delle principali scuderie di Formula 1 in particolare della BRM, della Ferrari e della McLaren. Quest'ultima nel film, viene utilizzata per "interpretare" la scuderia "Yamura" con la quale Pete Aron conclude la stagione.
Allo scopo la scuderia neozelandese adottò una colorazione bianco-verde su richiesta della produzione e Bruce McLaren a sua volta adottò una colorazione del casco bianco-rosso e blu diversa da quella solita.
Anche alcuni piloti veri recitano nel film come Phil Hill, Graham Hill, Richie Ginther, Joakim Bonnier, Jack Brabham, e il cinque volte campione del mondo Juan Manuel Fangio.
James Garner interpretò le sue scene di guida senza utilizzare una controfigura. In realtà era troppo alto per una vettura di Formula 1, dettaglio che costrinse la produzione a rimuovere il sedile della sua auto e a farlo sedere direttamente sul telaio, con degli asciugamani come protezione.
Molte riprese a Montecarlo e in Belgio furono fatte con vetture di Formula 3 opportunamente "camuffate" e guidate per lo più da Phil Hill.
Fu il primo film a colori di Frankenheimer; il regista rifiutò di filmare le auto a velocità ridotta per poi accelerare il filmato, ritenendo che lo spettatore medio avrebbe notato la differenza.
Steve McQueen fu la prima scelta per il ruolo principale, ma quando incontrò il produttore Edward Lewis non mostrò interesse per la parte. Successivamente se ne pentì, per poi andare persino in collera quando la parte fu affidata a Garner, che era suo amico e vicino di casa.
Il ruolo di Louise Frederickson venne offerto originariamente a Monica Vitti, ma l'attrice rifiutò. Venne quindi affidato all'attrice svedese Harriet Andersson, che girò alcune scene; Garner voleva sostituirla, cosi la parte andò definitivamente a Eva Marie Saint.
Jean-Paul Belmondo rifiutò la parte di Nino Barlini. Anche Paul Newman (grande appassionato di corse sportive che nel 1969 recitò in un altro film sulle corse automobilistiche, Indianapolis pista infernale) venne considerato per una parte nel film.
Nino Farina svolse il ruolo di consulente tecnico e, parzialmente, quello di controfigura di Yves Montand, per i filmati al volante. Morì in un incidente d'auto, mentre si recava a questo scopo al Gran Premio di Francia.

## Riconoscimenti
- 1967 - Premio Oscar
  - Miglior montaggio a Fredric Steinkamp, Henry Berman, Stu Linder e Frank Santillo
  - Miglior sonoro a Franklin Milton (MGM SSD)
  - Miglior montaggio sonoro a Gordon Daniel
- 1967 - Golden Globe
  - Candidatura per il miglior attore debuttante a Antonio Sabato
  - Candidatura per la miglior attrice debuttante a Jessica Walter
- 1967 - American Cinema Editors
  - Candidatura per il miglior montaggio a Fredric Steinkamp, Henry Berman, Stu Linder e Frank Santillo
- 1967 - Directors Guild of America
  - Candidatura al Directors Guild of America Award a John Frankenheimer